# Parafia Miłosierdzia Bożego w Baranowie
Parafia Miłosierdzia Bożego w Baranowie – parafia rzymskokatolicka należąca do dekanatu Kępno diecezji kaliskiej. Została utworzona w 2006. Mieści się przy ulicy Jana Pawła II. Prowadzą ją księża diecezjalni.